# Jurij Smotrycz
Jurij Iwanowycz Smotrycz, ukr. Юрій Іванович Смотрич, ros. Юрий Иванович Смотрич, Jurij Iwanowicz Smotricz (ur. 5 czerwca 1962 w Odessie) – ukraiński piłkarz, grający na pozycji obrońcy. Wyjechał na stałe do USA.

## Kariera piłkarska

### Kariera klubowa
Wychowanek SDJuSzOR Czornomoreć Odessa. Pierwszy trener - Semen Altman. W 1980 rozpoczął karierę piłkarską w drużynie rezerw Czornomorca Odessa, a od 1983 grał w podstawowej jedenastce. W latach 1987–1988 bronił barw wojskowej drużyny SKA Karpaty Lwów, po czym powrócił do Czornomorca. W 1991 wyjechał do Czech, gdzie występował w klubie FC Zbrojovka Brno, który potem zmienił nazwę na Boby Brno. Po trzech sezonach latem 1993 powrócił do Ukrainy, gdzie został piłkarzem Czornomorca Odessa. Na początku 1995 przeszedł do SK Mikołajów, skąd latem 1995 przeniósł się do Prykarpattia Iwano-Frankowsk. W następnym roku wyjechał do USA, gdzie zakończył karierę piłkarską w zespole Rochester Rhinos.

## Sukcesy i odznaczenia

### Sukcesy klubowe
- brązowy medalista Mistrzostw Ukrainy: 1994
- zdobywca Pucharu Federacji Piłki Nożnej ZSRR: 1990